# Serie A 1954-1955 (rugby a 15)
La serie A 1954-55 fu il 25º campionato nazionale italiano di rugby a 15 di prima divisione.
Si tenne dal 24 ottobre 1954 al 3 aprile 1955 tra 10 squadre a girone unico; fu un testa a testa tra Rovigo, proveniente da quattro campionati consecutivi vinti, e Parma, che si risolse solo all'ultima giornata quando i veneti persero a Brescia contro una squadra peraltro già retrocessa matematicamente e gli emiliani si imposero a Rho, vincendo lo scudetto per due punti di differenza.
Per il Parma fu il secondo scudetto; il torneo vide l'esordio in massima serie del Rho e la retrocessione del Brescia.

## Squadre partecipanti
- Amatori Milano
- L’Aquila
- Brescia
- Rugby Milano
- Parma

- Petrarca (Padova)
- Rugby Roma
- Rho
- Rovigo
- Treviso (sponsorizzata Garbuio)

## Risultati
|      | 1ª/10ª giornata         |     |
| ---- | ----------------------- | --- |
| 0-9  | Brescia - Parma         | 0-6 |
| 10-6 | Milano - Rugby Roma     | 8-3 |
| 9-5  | Petrarca - L'Aquila     | 6-9 |
| 9-0  | Rho - Treviso           | 0-0 |
| 3-0  | Rovigo - Amatori Milano | 6-6 |
|      |                         |     |

|      | 4ª/13ª giornata             |      |
| ---- | --------------------------- | ---- |
| 0-0  | Brescia - L'Aquila          | 5-9  |
| 5-9  | Treviso - Parma             | 0-11 |
| 11-5 | Petrarca - Rho              | 11-0 |
| 5-9  | Milano - Rovigo             | 0-8  |
| 9-14 | Rugby Roma - Amatori Milano | 3-0  |
|      |                             |      |

|     | 7ª/16ª giornata          |       |
| --- | ------------------------ | ----- |
| 0-4 | Brescia - Rho            | 3-3   |
| 3-5 | Treviso - Amatori Milano | 0-13  |
| 3-0 | Milano - Petrarca        | 9-14  |
| 0-0 | Parma - Rovigo           | 0-0   |
| 0-3 | Rugby Roma - L'Aquila    | 11-12 |

|       | 2ª/11ª giornata           |      |
| ----- | ------------------------- | ---- |
| 0-8   | Amatori Milano - Petrarca | 3-0  |
| 6-3   | L'Aquila - Rho            | 6-6  |
| 11-5  | Treviso - Brescia         | 0-0  |
| 20-3  | Parma - Milano            | 12-3 |
| 12-28 | Rugby Roma - Rovigo       | 3-13 |
|       |                           |      |

|      | 5ª/14ª giornata      |      |
| ---- | -------------------- | ---- |
| 3-3  | L'Aquila - Rovigo    | 3-17 |
| 14-6 | Treviso - Rugby Roma | 5-17 |
| 6-0  | Milano - Brescia     | 0-6  |
| 6-0  | Parma - Petrarca     | 6-3  |
| 0-0  | Rho - Amatori Milano | 6-6  |
|      |                      |      |

|     | 8ª/17ª giornata          |      |
| --- | ------------------------ | ---- |
| 6-5 | Amatori Milano - Brescia | 6-3  |
| 6-0 | Treviso - L'Aquila       | 3-9  |
| 0-5 | Rho - Milano             | 6-6  |
| 6-6 | Rovigo - Petrarca        | 3-3  |
| 3-9 | Rugby Roma - Parma       | 0-22 |

|      | 3ª/11ª giornata         |      |
| ---- | ----------------------- | ---- |
| 6-0  | L'Aquila - Parma        | 0-21 |
| 0-0  | Amatori Milano - Milano | 0-5  |
| 47-3 | Petrarca - Brescia      | 10-0 |
| 16-0 | Rho - Rugby Roma        | 3-6  |
| 9-3  | Rovigo - Treviso        | 5-0  |
|      |                         |      |

|      | 6ª/15ª giornata        |      |
| ---- | ---------------------- | ---- |
| 0-5  | Amatori Milano - Parma | 6-25 |
| 0-14 | L'Aquila - Milano      | 0-0  |
| 0-3  | Brescia - Rugby Roma   | 0-0  |
| 14-3 | Petrarca - Treviso     | 10-0 |
| 21-6 | Rovigo - Rho           | 11-6 |
|      |                        |      |

|      | 9ª/18ª giornata           |       |
| ---- | ------------------------- | ----- |
| 8-3  | L'Aquila - Amatori Milano | 0-6   |
| 14-8 | Milano - Treviso          | 3-11  |
| 6-12 | Rugby Roma - Petrarca     | 6-15  |
| 13-0 | Rovigo - Brescia          | 16-14 |
| 18-3 | Parma - Rho               | 9-0   |

## Classifica
|               |     | Squadra        | G  | V  | N | P  | PF  | PS  | Pt |
| ------------- | --- | -------------- | -- | -- | - | -- | --- | --- | -- |
|               | 1.  | Parma          | 18 | 15 | 2 | 1  | 188 | 32  | 32 |
|               | 2.  | Rovigo         | 18 | 12 | 6 | 0  | 171 | 70  | 30 |
|               | 3.  | Petrarca       | 18 | 11 | 2 | 5  | 179 | 73  | 24 |
|               | 4.  | L’Aquila       | 18 | 8  | 4 | 6  | 79  | 113 | 20 |
|               | 5.  | Rugby Milano   | 18 | 8  | 3 | 7  | 94  | 103 | 19 |
|               | 6.  | Amatori Milano | 18 | 7  | 4 | 7  | 74  | 89  | 18 |
|               | 7.  | Rho            | 18 | 3  | 6 | 9  | 75  | 119 | 12 |
|               | 8.  | Treviso        | 18 | 4  | 2 | 12 | 72  | 139 | 10 |
|               | 9.  | Rugby Roma     | 18 | 4  | 1 | 13 | 94  | 184 | 9  |
| Retrocessione | 10. | Brescia        | 18 | 1  | 4 | 13 | 44  | 148 | 6  |

## Verdetti
- Parma: campione d'Italia
- Brescia: retrocessa in serie B